# Сківи-Малі
Сківи-Малі (пол. Skiwy Małe) — село в Польщі, у гміні Сім'ятичі Сім'ятицького повіту Підляського воєводства.
У 1975-1998 роках село належало до Білостоцького воєводства.